# Samuel Svenlén
Samuel Svenlén, född 12 april 2000, är en svensk fotbollsspelare

## Klubbkarriär
Samuel Svenlén startade karriären i Spånga IS men gjorde i tonåren övergången till IF Brommapojkarna. Sommaren 2018, som 18-åring, begick han sin tävlingsdebut för IF Brommapojkarna då han spelade hela matchen när klubben slog ut Friska Viljor i Svenska Cupen. Inför den efterföljande säsongen flyttades Svenlén permanent upp i seniortruppen, då han skrev på ett treårskontrakt med IF Brommapojkarna.
Den 11 maj 2019 gjorde han sin ligadebut då han byttes in i Superettanmötet med Degerfors IF. Bara dagar senare skrev Svenlén på ett låneavtal som innebar att han var tillgänglig för spel både med IF Brommapojkarna och division 1-klubben Sandvikens IF, men han kom aldrig att göra några matcher för Sandvikens IF under avtalsperioden. I januari 2021 meddelade Brommapojkarna att Svenlén lämnade klubben.

## Karriärstatistik
| Klubb              | Säsong             | Liga               | Liga    | Liga | Nationell cup | Nationell cup | Totalt  | Totalt |
| Klubb              | Säsong             | Division           | Matcher | Mål  | Matcher       | Mål           | Matcher | Mål    |
| ------------------ | ------------------ | ------------------ | ------- | ---- | ------------- | ------------- | ------- | ------ |
| IF Brommapojkarna  | 2018               | Allsvenskan        | 0       | 0    | 1             | 0             | 1       | 0      |
| IF Brommapojkarna  | 2019               | Superettan         | 2       | 0    | 2             | 0             | 4       | 0      |
| IF Brommapojkarna  | 2020               | Ettan Norra        | 14      | 0    | 1             | 0             | 15      | 0      |
| IF Brommapojkarna  | Totalt             | Totalt             | 16      | 0    | 4             | 0             | 20      | 0      |
| Totalt i karriären | Totalt i karriären | Totalt i karriären | 16      | 0    | 4             | 0             | 20      | 0      |